# 尼崎市立大庄小学校

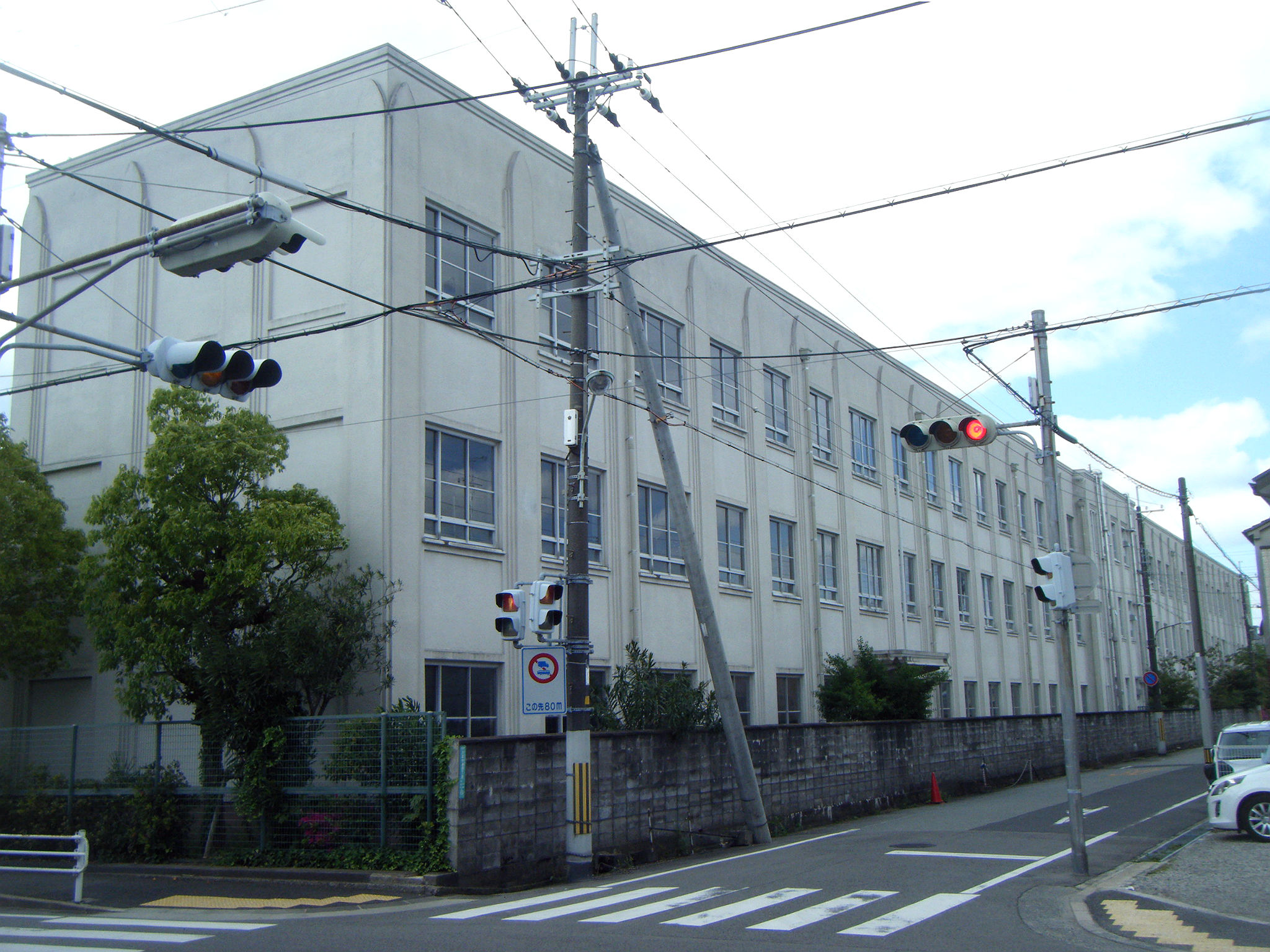
北校舎　1933年（昭和8年）新築・1935年（昭和10年）増築

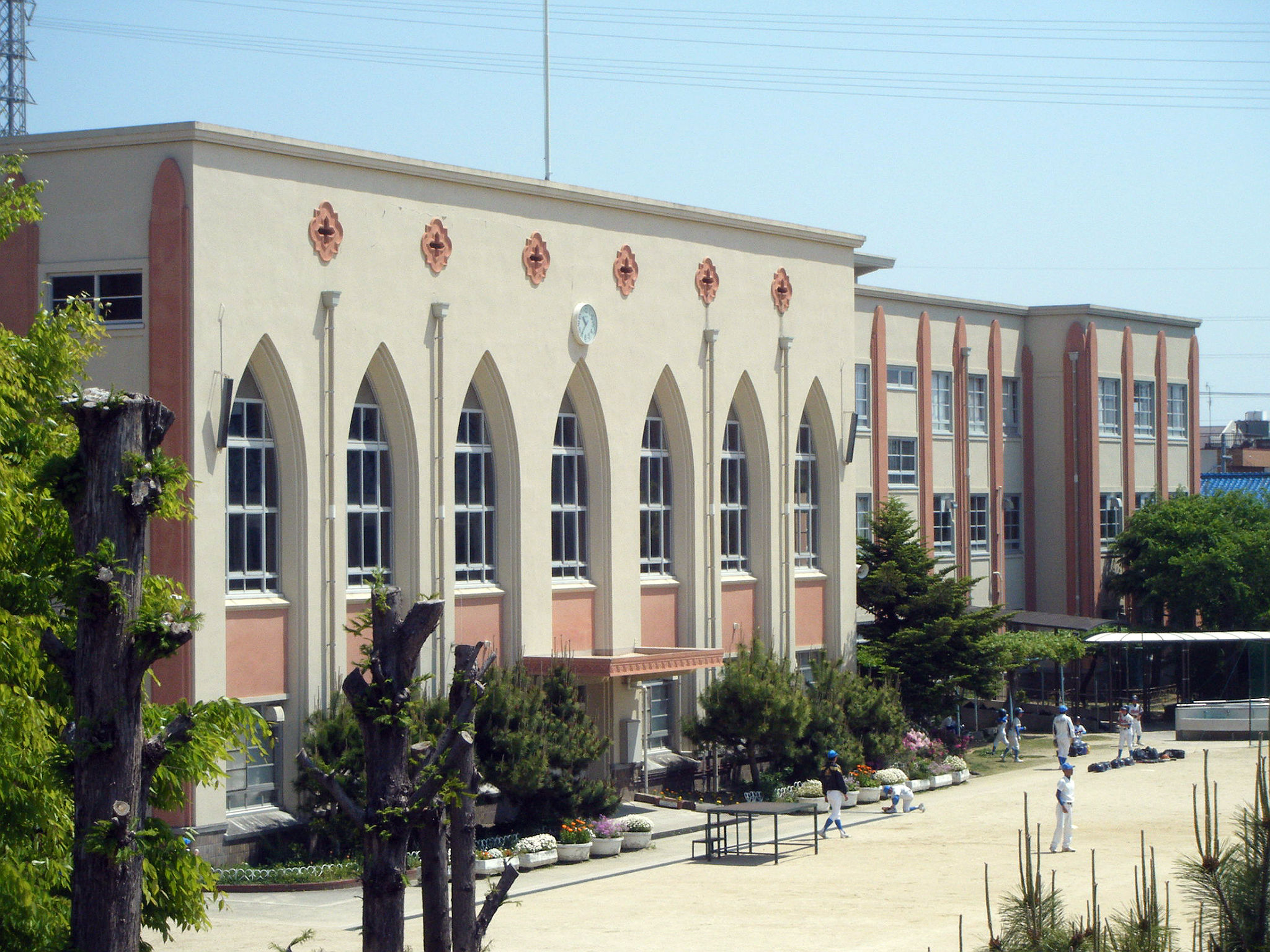
南校舎　1936年（昭和11年）に建設された中央および東部分。

尼崎市立大庄小学校（あまがさきしりつ おおしょうしょうがっこう）は、兵庫県尼崎市大庄中通四丁目にある公立小学校。
かつては日本有数のマンモス校だったこともあるが、少子化による児童数減少が進み、尼崎市教育委員会の 尼崎市立小・中学校 適正規模・適正配置推進計画 では尼崎市立成徳小学校との統合が提案されていたが、尼崎市立成徳小学校が平成22年度に適正規模となったため、計画から削除された。

## 沿革

### 大庄村成立以前
- 1873年（明治6年） - のちの兵庫県武庫郡大庄村となる地域[注 1]の各村に、西新小学校（西新田村）・東新小学校（東新田村）・西島小学校（西大島村）・今北小学校（今北村）の4校が開校[1]。
- 1876年（明治9年）7月 - 上記4校を統合し、西新小学校とする（小学校区第25番区）。
- 1878年（明治11年）1月 - 校舎を新築し、成文小学校（初代）と改称。
- 1881年（明治14年） - 戸長役場（のちの大庄村役場）移転、教室増築。
- 1885年（明治18年）4月 - 学制改正により尋常科4ヶ年となる。成文尋常小学校と改称。

### 大庄村立時代
- 1901年（明治34年）4月 - 大庄村立大庄尋常小学校と改称。
- 1902年（明治35年）
  - 4月1日 - 高等科および裁縫科を併設。大庄尋常高等小学校と改称。
  - 12月2日 - 当時の大庄村のほぼ中央となる現在地へ移転。開校式を行う。以後この日を創立記念日と定める。
- 1916年（大正5年） - 講堂竣工。阪神間一の規模と称されたという。
- 1923年（大正12年）11月 - 講堂南側に2階建校舎を新築。
- 1933年（昭和8年）8月29日 - 北校舎北側に鉄筋3階建を新築（現・北校舎西側）。
- 1934年（昭和9年）9月21日 - 室戸台風。2階建校舎が倒壊するなど校舎に大きな被害を受ける。登校前・登校後合わせて6名の児童が死亡。
- 1935年（昭和10年）12月31日 - 鉄筋3階建増築（現・北校舎東側）。
- 1936年（昭和11年） - 尋常科45学級、高等科6学級。児童総数2,457名。阪神間最大の児童数を有する。
  - 11月 - 南木造校舎の東を撤去し、鉄筋3階建を新築（現・南校舎中央および東側）。2階に舟型窓の講堂等が設けられる。
- 1937年（昭和12年）7月 - 大庄村役場が本校西隣へ移転（建物は大庄公民館として現存）。
- 1936年（昭和13年） - 尋常科53学級、高等科8学級。児童総数3,335名。日本最大の児童数となる。二部授業を実施。
  - 12月 - 運動場を拡張。
- 1939年（昭和14年）
  - 4月 - 大庄第二尋常小学校（後の西小学校）を分離。
  - 9月 - 大庄村役場跡を改造し教室化。
- 1941年（昭和16年）4月1日 - 国民学校令施行により、大庄第一国民学校と改称。大庄第三国民学校（現・大島小学校）を分離。

### 尼崎市立時代
- 1942年（昭和17年）2月10日 - 大庄村が尼崎市へ編入されたのに伴い、尼崎市立大庄国民学校と改称。
- 1944年（昭和19年） - 学校集団疎開実施校に指定され、縁故疎開以外の児童約300名が学童疎開第一陣として県内多可郡へ出発。
- 1945年（昭和20年）3月 - 尼崎空襲。
- 1947年（昭和22年）4月1日 - 六・三学制発足により、大庄小学校に改称。大庄中学校分校を併設。
- 1948年（昭和23年）4月 - 大庄中学校本校が大庄小学校へ移転。教室不足により二部授業を実施。
- 1949年（昭和24年）4月 - 大庄中学校が東西2校に分かれる。この内、大庄東中学校は大庄小学校敷地から大庄小学校農園へ移転。
- 1950年（昭和25年）
  - 4月 - 小学校内に残っていた大庄西中学校分校が完全移転。
  - 4月1日 - 大庄幼稚園併設。
  - 9月3日 - ジェーン台風により、校舎が床上浸水。
- 1951年（昭和26年） - この時点で62学級、児童数3,335名。国内でも屈指のマンモス校となる。
  - 3月 - 大庄幼稚園を役場跡へ新築。
- 1953年（昭和28年）1月1日 - 成徳小学校を分離。
- 1955年（昭和30年）4月1日 - 成文小学校を分離。
- 1962年（昭和37年）6月21日 - プール新設、プール開き。
- 1965年（昭和40年）5月31日 - 集団赤痢発生。
- 1967年（昭和42年）3月 - 南木造校舎撤去、鉄筋校舎増築（現・南校舎西側）。
- 1971年（昭和46年）
  - 3月20日 - 講堂を教室へ改修。
  - 4月30日 - 体育館が落成。
- 1972年（昭和47年）12月1日 - 創立百年記念式典を挙行[1]。
- 2005年（平成17年）2月 - 校舎外壁塗替え完了[2]。
- 2016年 （平成29年）- 耐震工事、全教室にエアコンの設置完了。

## 通学区域
- 尼崎市
  - 大庄川田町（1番～72番）、菜切山町（1番～4番・12番～53番）、琴浦町（2番・3番・6番～11番・16番～113番）、水明町、大庄中通1丁目～5丁目、大庄西町1丁目、大庄西町2丁目（1番～4番・2番の一部）、大庄西町3丁目・4丁目

卒業生は基本的に尼崎市立大庄中学校へ進学する。

## 周辺

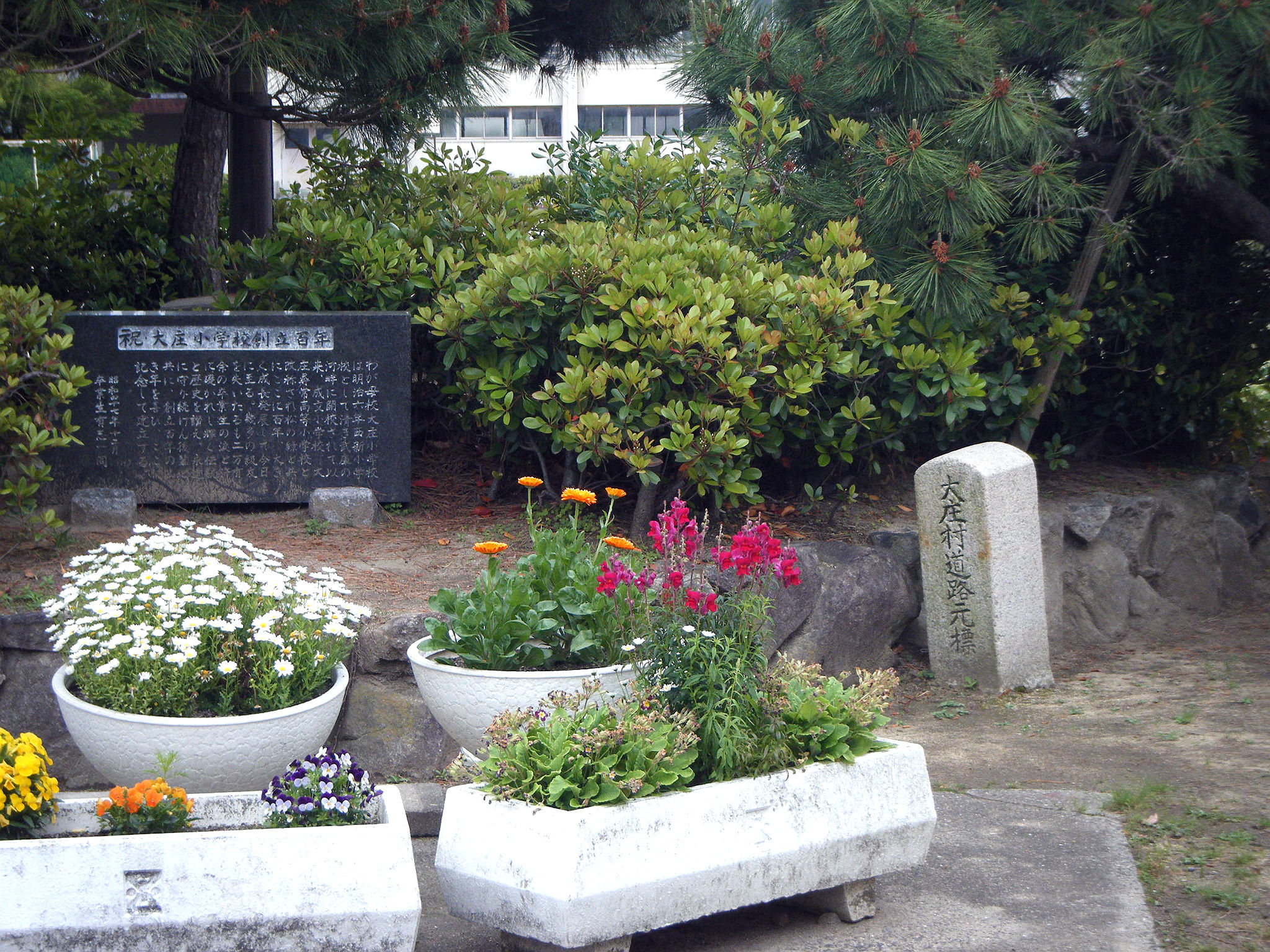
大庄村道路元標

- 大庄村道路元標 - 本校校庭内の西門前に標識が建てられている。
- 大庄南生涯学習プラザ - 本校西隣。旧大庄村役場。旧大庄公民館。本校より役場が移転した当時の建物が現存する。村野藤吾設計の戦前の鉄筋庁舎として著名で、国の登録有形文化財。
- 大庄北生涯学習プラザ
- 尼崎市立大庄中学校 - 本校の生徒が基本的に進学する中学校。
- 尼崎大庄郵便局
- 水明公園
- 尼崎競艇場
- 兵庫県道192号尼崎港崇徳院線（尼宝線）

## アクセス
- 阪神本線 尼崎センタープール前駅下車　北西へ約800m
- 阪神バス（尼崎市内線）80-1・80-2系統「大庄小学校」下車すぐ

## 通学区域が隣接している学校
- 尼崎市立成文小学校
- 尼崎市立大島小学校
- 尼崎市立浜田小学校
- 尼崎市立成徳小学校
- 尼崎市立わかば西小学校
- 西宮市立小松小学校